# Schnurtelefon
Ein Schnurtelefon (auch Dosentelefon, Bindfadentelefon) ist ein Spielzeug, das mit leicht zugänglichen Mitteln gebaut werden kann.

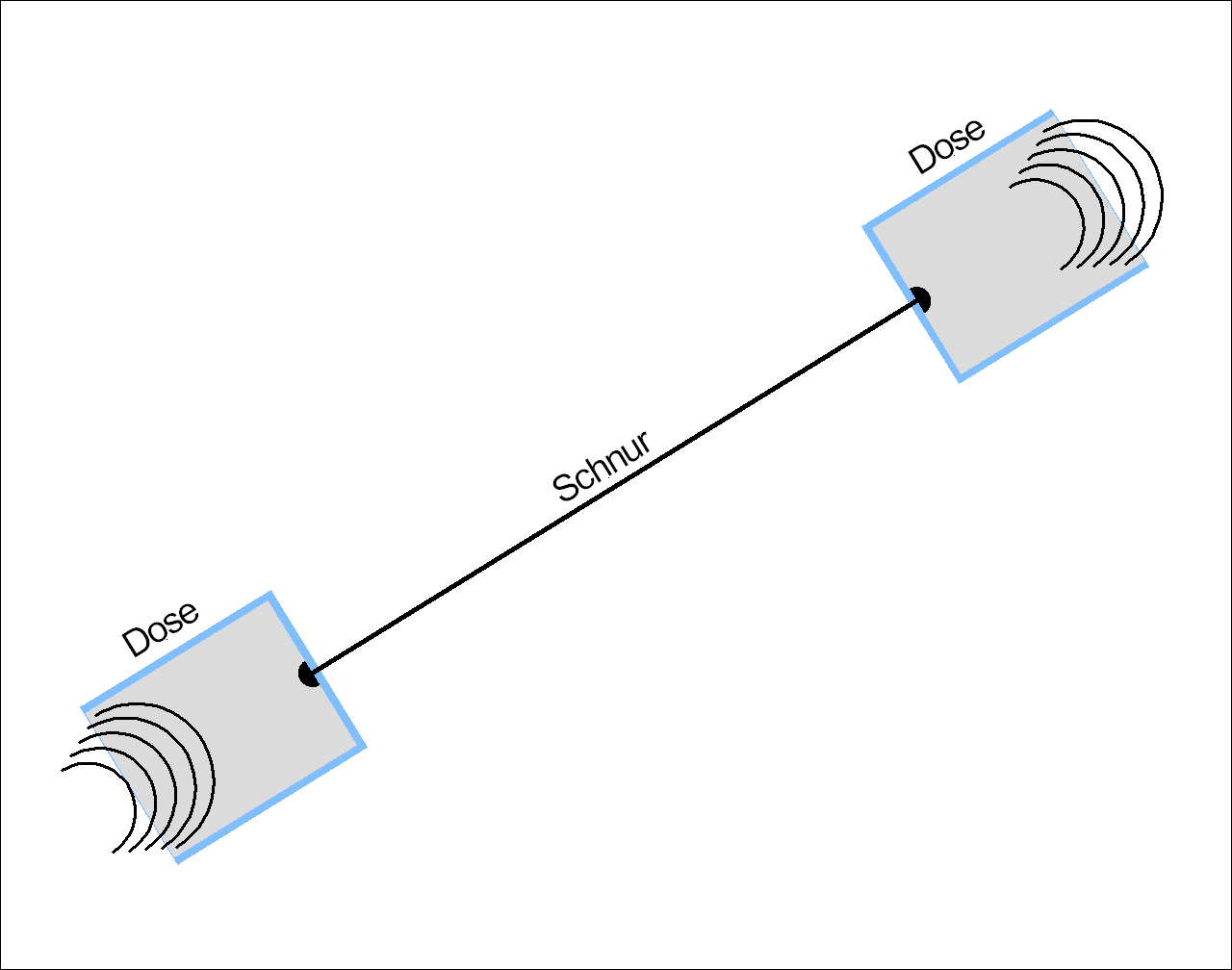
Schnittzeichnung eines Schnurtelefons, Schallwellen angedeutet

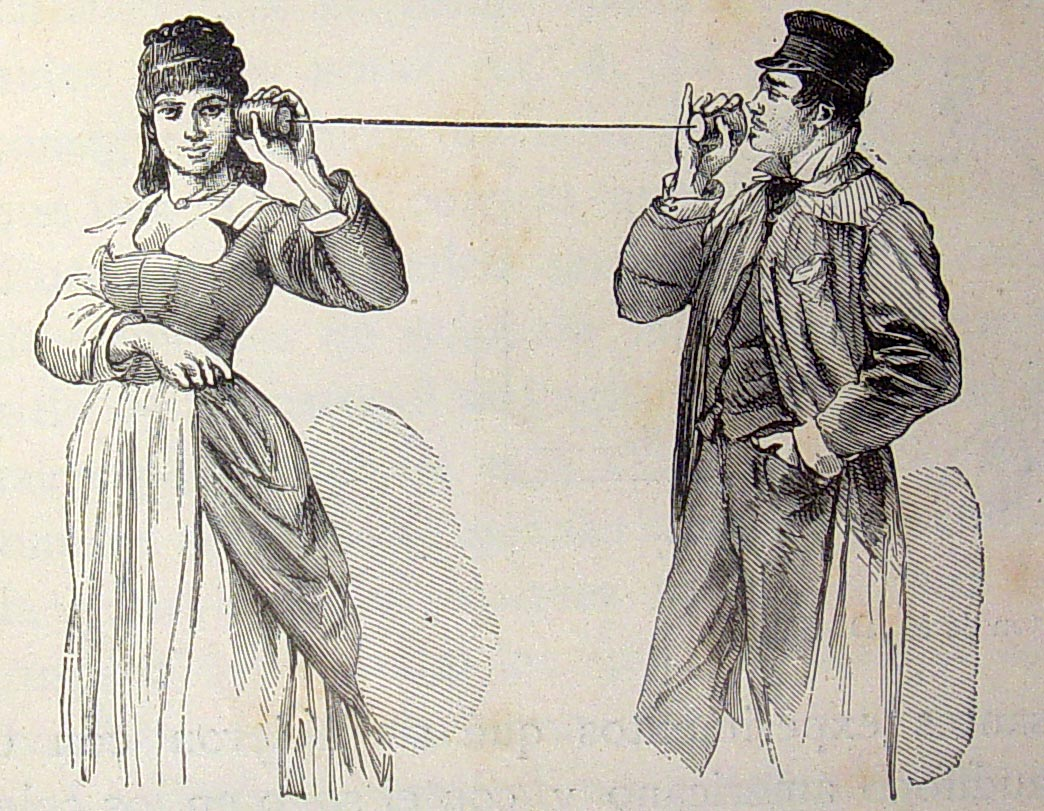
Benutzung eines Schnurtelefons

Es besteht aus zwei einseitig geöffneten, leeren Konservendosen oder Papp- oder Kunststoffbechern, die mit einer mehrere Meter langen, frei gespannten Schnur oder einem Draht rein mechanisch verbunden sind. Die beiden Schnurenden werden jeweils durch ein zentrisches Loch im Boden der Dose geführt und mittels eines Knotens daran gehindert, wieder hinauszurutschen. Bei Benutzung muss die Schnur stramm gespannt sein, so dass eine gewisse Stabilität des Dosenbodens notwendig ist, außerdem darf sie nirgendwo anstoßen, also nicht z. B. um eine Ecke gelegt oder in einer Tür eingeklemmt werden.
Der Schall, der in die Öffnung der einen Dose gelangt, regt den Boden der Dose zu Biegeschwingungen an und wird bei gespannter Schnur als longitudinale Welle auf den anderen Dosenboden übertragen und an diesem wieder in leise hörbaren Luftschall gewandelt. Schall kann zwar gleichzeitig in beide Richtungen übertragen werden, in der Praxis spricht man aber eher abwechselnd, da man die Dose zum besseren Hören direkt an das Ohr hält. Die Dosen fungieren sowohl beim Sprechen als auch beim Hören in einem schmalen Frequenzbereich als Resonator und damit impedanzanpassend.
Die Übertragungsqualität ist aufgrund der steifen, schweren Dosenböden schlecht, denn dadurch werden sowohl tiefe als auch hohe Frequenzen schlechter auf die Schnur übertragen – Sprachverständigung ist jedoch möglich.
Schnurtelefone gelten als der Vorläufer des Telefons für Kinder via elektrischer Leitung, bei dem ebenfalls bidirektionales Sprechen möglich ist. Die einfachste elektrisch übertragende Telefonie-Vorrichtung besteht aus einem dynamischen Lautsprecher, der als Mikrophon wirkt, einer angeschlossenen längeren 2-poligen Leitung und einem zweiten baugleichen Lautsprecher, der den erzeugten Wechselstrom am anderen Leitungsende als Ton wiedergibt. Diese Anordnung benötigt ebenso wie das Dosentelefon keine Hilfsenergie.
Das erste schriftlich dokumentierte Experiment dazu scheint von Robert Hooke aus dem Jahr 1664 zu stammen. Er schrieb damals:

“I have, by the help of a distended wire, propagated the sound to a very considerable distance in an instant.”

„Ich habe mit Hilfe eines gedehnten Drahtes den Schall augenblicklich über eine sehr große Entfernung übertragen.“

In der Sammlung des National Museum of the American Indian befindet sich ein etwa 1200 bis 1400 Jahre altes Schnurtelefon der Chimú-Kultur aus den Anden.